# Aleš Čeh
Aleš Čeh (Maribor, 7 april 1968) is een voormalig profvoetballer uit Slovenië. Hij speelde als middenvelder bij onder meer Olimpija Ljubljana en Grazer AK. Na zijn actieve loopbaan stapte hij het trainersvak in.

## Interlandcarrière
Onder leiding van bondscoach Bojan Prašnikar maakte Čeh zijn debuut voor het Sloveens voetbalelftal op 3 juni 1992 in de vriendschappelijke interland tegen Estland (1-1). Hij droeg in dat duel de aanvoerdersband. Čeh speelde in totaal 74 interlands, en scoorde één keer voor zijn vaderland. Hij nam met Slovenië deel aan het EK voetbal 2000 en het WK voetbal 2002.

## Erelijst
Olimpija Ljubljana
- Sloveens landskampioen

1992, 1993
- Beker van Slovenië

1993
 Grazer AK
- Beker van Oostenrijk

2000, 2002
 NK Maribor
- Beker van Slovenië

2004